# Sanderia
Sanderia is een geslacht van schijfkwallen uit de familie van de Pelagiidae. 

## Soorten
- Sanderia malayensis Goette, 1886
- Sanderia pampinosus Gershwin & Zeidler, 2008